# Осада Браилова (1770)
Осада Браилова — одно из сражений русско-турецкой войны 1768—1774 годов, произошедшее во время кампании русской армии в Молдавии и Валахии в 1770 году.

## История
После побед при Ларге и Кагуле фельдмаршалом П. А. Румянцевым для занятия крепостей на нижнем Дунае был направлен корпус Н. В. Репнина. 26 июля он почти без боя занял Измаил. Следом 21 августа, после 8-дневной осады, капитулировала крепость Килия. Её гарнизон получил право свободного выхода. После взятия Килии на помощь 2-й армии был направлен отряд бригадира О. А. Игельстрома, который после непродолжительной осады 28 сентября овладел крепостью Аккерман в устье Днестра.
Румянцев решил снова попытаться овладеть Браиловом, и 21 сентября из Фокшан двинулся отряд генерал-майора Ф. И. Глебова, который 26 сентября (7 октября) подошёл к крепости. Глебов предложил гарнизону в 5 тысяч человек сдаться. Не получив ответа, он выслал вперед отряд полковника Елчанинова (один пехотный батальон, два эскадрона гусар и все легкие войска), усиленный двумя батареями, и группу графа Де-Натали (два батальона). Отряды заняли предместье и ретраншемент и произвели рекогносцировку крепости. В ночь на 27 сентября были установлены 2 осадные батареи. На следующий день началась бомбардировка крепости.
Османские солдаты производили постоянные вылазки (28 сентября, 1, 4, 19 и 20 октября), особенно против осадных батарей, и регулярно усиливали гарнизон подкреплениями, перевозимыми из Мачина через Дунай. 13 октября прибыла из-под Бендер осадная артиллерия — 8 крупных орудий и две мортиры, 15 октября была установлена брешь-батарея, которая 17-го открыла огонь. Постоянные потери (около 200 убитых, более 700 раненых) из-за турецких вылазок ослабили отряд, поэтому Румянцев в третий раз подкрепил его тремя гренадерскими батальонами и десятью орудиями.
24 октября Ф. И. Глебов, у которого заканчивались снаряды, отдал приказ штурмовать Браилов. Атака тремя колоннами на три бастиона крепости производилась в полной тишине. Четвёртая, отвлекающая, колонна наступала на журжевские ворота. Средняя колонна почти добилась успеха: выбила турок из палисада, перешла два рва, приставила лестницы, забралась на вал и завладела одной батареей, орудия которой были сброшены в ров. Левая колонна овладела двумя отдельными батареями, но, потеряв большинство солдат в ходе ожесточённых схваток, была выбита и отступила. Солдаты правой колонны из 4-го гренадерского полка подойдя к палисаду вначале отказались его штурмовать. Затем, несмотря на принуждение, побросали в ров лестницы и поломали лестницы, приставленные к стене, потеряв при этом от обстрела в возникшей неразберихе около двух третей личного состава.
Турки, отбив штурм на трёх участках, направили свои усилия на отражение атаки средней колонны, подкрепленной Глебовым силами в 500 человек и выбили её с занятых позиций. Кроме постоянного ружейного и картечного обстрела осаждённые взорвали много фугасов и две большие мины, а также бросали камни, скатывали ядра и большие брёвна.
В ходе штурма русские потеряли около 2 тысяч человек (489 убитых, 1337 раненых) и были вынуждены его прекратить. Узнав о приближении к Браилову турецких подкреплений, Глебов, у которого оставалось под ружьем не более 1700 человек, отступил. Несмотря на эту неудачу, П. А Румянцев не отказался от захвата крепости. Он вновь направил туда отряд Глебова, дав ему подкрепления. Второй поход увенчался успехом. Узнав о приближении русских, гарнизон Браилова решил не дожидаться зимней осады и 9 (20) ноября покинул крепость, бросив там артиллерию и боеприпасы (74 орудия и 4 тысячи пудов пороха).